# Quay fivérek

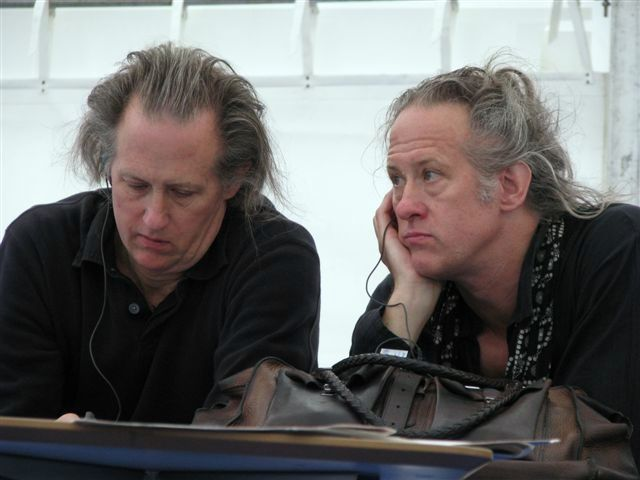
A Quay fivérek 2010-ben

Stephen és Timothy Quay (1947. június 17. –) amerikai ikertestvérek, stop-motion animátorok, akik úgy is ismertek, mint a Quay fivérek vagy Quay testvérek. 1988-ban megkapták a Drama Desk Award kiemelkedő díszletért járó díját a The Chairs című darabban végzett munkájukért.

## Karrier
A Quay testvérek Angliában élnek és dolgoznak, ahova 1969-ben költöztek, hogy a londoni Királyi Művészeti Főiskolán tanuljanak. Előtte illusztrálást (Timothy) és filmkészítést (Stephen) tanultak a Philadelphia Művészeti Főiskolán. Angliában készítették el első rövidfilmjeiket, amelyek mára megsemmisültek, mivel az egyedüli kópiák helyreállíthatatlanul megsérültek. Az 1970-es években Hollandiában tevékenykedtek egy ideig, majd visszatértek Angliába, ahol megkezdték együttműködésüket egy másik Royal College-hallgatóval, Keith Griffiths-szel, aki ezután az összes filmjüknek producere volt. 1980-ban megalapították a Koninck Studiost, amelynek székhelye jelenleg a dél-londoni Southwark.

## Stílusuk

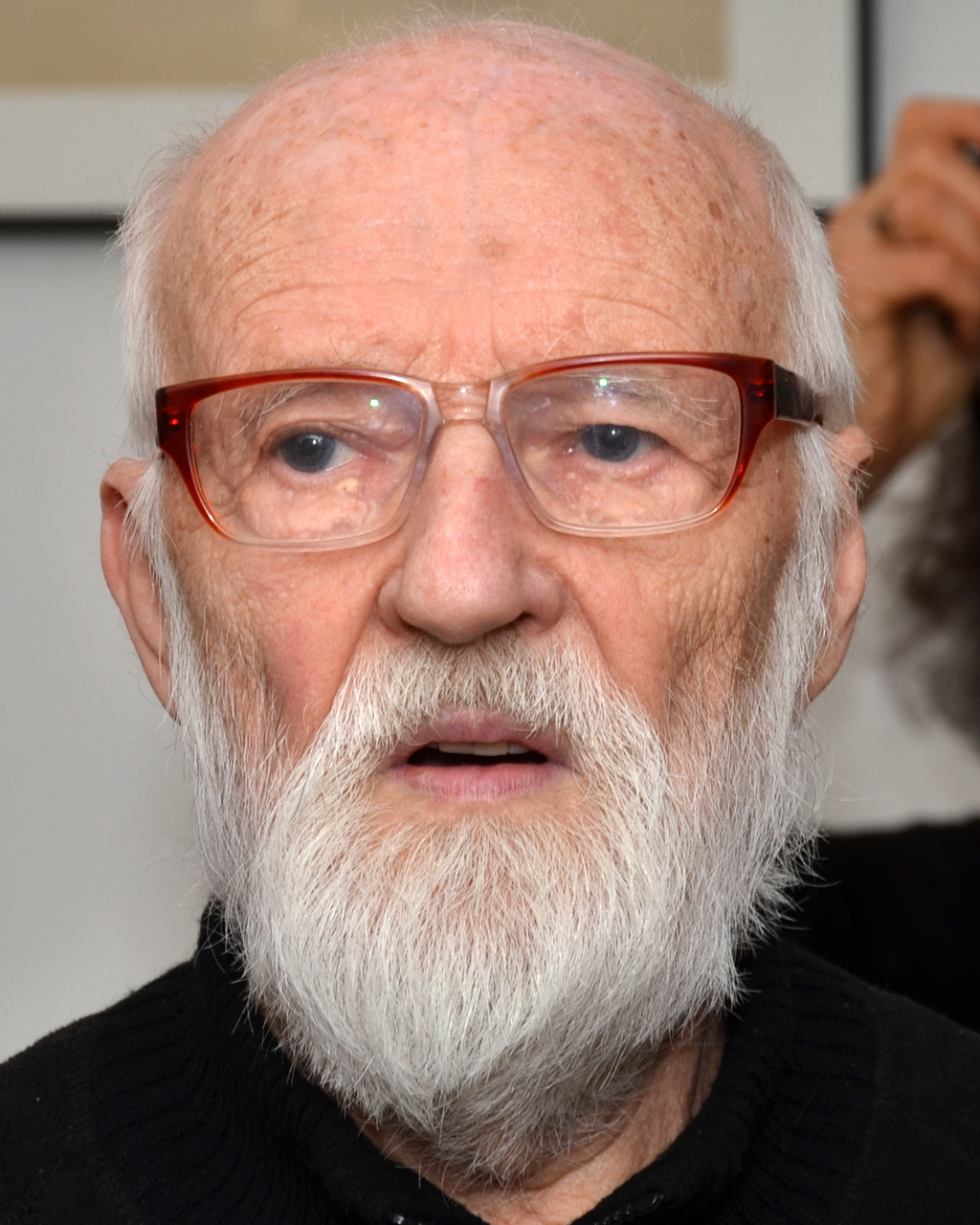
Jan Švankmajer filmrendező és animátor

A testvérpár alkotásain 1979-től napjainkig hatások széles skálája fedezhető fel, kezdve Walerian Borowczyk és Jan Lenica lengyel animátorokkal, majd Franz Kafka, Bruno Schulz, Robert Walser és Michel de Ghelderode írók, Ladislas Starevich és a cseh Richard Teschner bábosok, és két cseh zeneszerző, Leoš Janáček, Zdeněk Liška. Jan Švankmajer cseh animátort, akit egyik filmjükben meg is neveznek (The Cabinet of Jan Svankmajer), szintén gyakran emlegetik jelentős befolyásoló tényezőként, de aránylag későn, 1983-ban fedezték fel műveit, mikorra jellegzetes stílusuk már felismerhető volt. A norwichi Aurora fesztiválon Daniel Birddel és Andrzej Klimowskival folytatott panelbeszélgetés során kihangsúlyozták, hogy munkájukra nagyobb hatással volt Walerian Borowczyk, aki animációs rövidfilmeket és élőszereplős filmeket is készített.
A fivérek animációs filmjeinek többsége játékbaba-részekből, egyéb organikus és szervetlen anyagokból összetákolt bábokat szerepeltet, gyakran megcsonkítva, komor és sejtelmes környezetben. Talán legismertebb munkájuk a A krokodilusok utcája (1986), amely Bruno Schulz lengyel szerző és művész azonos című kisregényén alapszik. Ezt a rövidfilmet választotta ki a rendező és animátor Terry Gilliam mint a minden idők egyik legjobb tíz animációs filmjének egyike, a kritikus Jonathan Romney pedig a tíz legjobb kötetlen médiumú filmek közé sorolta (Sight and Sound kritikusok 2002. évi közvélemény-kutatása). Két egész estés élőszereplős filmet készítettek: a Benjamenta Intézet (1996), Keith Griffiths és Janine Marmot producerelésével, valamint a Földrengések zongorahangolója (2005), Keith Griffiths produceri munkájával. A Frida (2002) című filmben animációs betéteket rendeztek.
Kevés kivételtől eltekintve filmjeikben nincs értelmes párbeszéd (a legtöbben egyáltalán beszéd sincs, de néhány, például The Comb több nyelven fecsegő háttérzajt tartalmaz, melynek nem szándéka hogy érthető legyen). Ennek megfelelően filmjeik nagymértékben függnek a zenei aláfestéstől, melyek közül sokat Lech Jankowski lengyel zeneszerző kifejezetten számukra írt. 2000-ben rövidfilmet készítettek a BBC Sound On Film sorozatához, melyben Karlheinz Stockhausen avantgárd zeneszerző 20 perces darabját vizualizálták. Amikor csak lehetséges, a Quay fivérek előre felvett hanganyaggal dolgoznak, bár Gary Tarn The Phantom Museumhoz készült zene utólag lett rögzítve, miután a cseh zeneszerző, Zdeněk Liška zenei engedélyeztetése ellehetetlenült.
A Quay testvérek Robert K. Eldernek adott interjújában, A legjobb film, amelyet még soha nem láttál című könyvben vitatják meg a rájuk jellemző alkotói módszert, kijelentve, hogy „Ha egy projektet végül jóváhagynak, akkor szinte mindig kidobjuk az eredeti elképzeléseinket, de nem azért mert rosszak lennének, hanem egyszerűen azért, mert tudjuk, hogy amikor nekiállunk építeni a díszleteket és a bábokat, a forgatókönyv magától kezd majd el organikusan növekedni és fejlődni."
A szerző párost erős szálak fűzik az irodalomhoz, azon belül is a kelet-európai költészethez és a dél-amerikai mágikus realizmushoz.
- Lewis Carroll (Alice in Not So Wonderland)
- Emma Hauck (Távollét)
- Felisberto Hernández (Unmistaken Hands: Ex Voto F.H.)
- Franz Kafka (The Metamorphosis)
- Stanisław Lem (Maska)
- Rainer Maria Rilke (Eurydice: She, So Beloved)
- Bruno Schulz (Krokodilusok utcája)
- Robert Walser (The Comb, Benjamenta Intézet)

A kelet-európai klasszikus zenéből is gyakran merítenek. A Quay testvérek filmjeiben a következő zeneszerzők hallhatók:
- Stefan Cichoński (Nocturna Artificialia)
- Trevor Duncan (Földrengések zongorahangolója)
- Leoš Janáček (Leoš Janáček: Intimate Excursions, The Sandman, The Metamorphosis)
- Lech Jankowski (Krokodilusok utcája, Rehearsals for Extinct Anatomies, Ex-Voto, The Comb, Benjamenta Intézet, De Artificiali Perspectiva vagy Anamorphosis)
- Zygmunt Konieczny (Nocturna Artificialia)
- Kurtág György (The Sandman)
- Zdeněk Liška (The Cabinet of Jan Švankmajer, The Phantom Museum)
- Steve Martland (Songs for Dead Children)
- Claudio Monteverdi (Eurydice: She, So Beloved)
- Timothy Nelson (Wonderwood,Through The Weeping Glass, Unmistaken Hands: Ex Voto F.H.)
- Arvo Pärt (Duet
- Krzysztof Penderecki (Ein Brudermord, Inventorium of Traces, Maska)
- Szergej Prokofjev (Alice in Not So Wonderland)
- Christopher Slaski (Földrengések zongorahangolója)
- Karlheinz Stockhausen (Távollét)
- Igor Sztravinszkij (Igor, The Paris Years Chez Pleyel 1920-1929)
- Gary Tarn (The Phantom Museum, Tempus Fugit)
- Antonio Vivaldi (Földrengések zongorahangolója)

## Díjak és kitüntetések
| Film                                               | Díjak |
| -------------------------------------------------- | --- |
| Punch And Judy: Tragical Comedy or Comical Tragedy | Annecy Prix Émile Reynaud (1983) |
| Krokodilusok utcája                                | Cannes-i Nemzetközi Filmfesztivál, jelölték az Arany Pálmára (1986) Zágrábi Animációs Filmfesztivál, 3 díj (1986) Katalán Nemzetközi Filmfesztivál, Sitges: Caixa de Catalunya (Legjobb SF film) (1986) MFF w Odense: A legjobb mesefilm nagydíja (1986) International Du Film & De Science fesztivál Szépirodalom, Bruksela: Nagydíj (1986) San Franciscó-i Nemzetközi Filmfesztivál: Nagydíj, Legjobb Rövidfilm (1986) |
| Rehearsals for Extinct Anatomies                   | San Francisco: A legjobb kísérleti film (1988) |
| The Comb                                           | Oberhauseni Nemzetközi Rövidfilm Fesztivál: Nagydíj (1990) |
| De Artificiali Perspectiva Or Anamorphosis         | Jelölték a BAFTA Filmdíjra (1992) |
| Benjamenta Intézet                                 | IFF Locarnói főverseny és ifjúsági zsűri: A második díj (1995) Stockholm Nemzetközi Filmfesztivál: Nagydíj (1995) |
| Távollét                                           | Hivatalos válogatás - rendezők Fortnight, Cannes Nemzetközi Filmfesztivál (2000) Jelölték a Prix Italiára, a legjobb televíziós zenei filmre (2000) Lipsku Nemzetközi Filmfesztivál: Arany Galamb Díj (2000) Tamperei Nemzetközi Filmfesztivál: Speciális Zsűri Díj (2000) Montreali Nemzetközi Filmfesztivál: Különleges zsűri megemlékezés (2000) Prágai Nemzetközi Film Fesztivál: Golden Prague Award (2000) Krakkói Filmfesztivál: Díszdiploma-díj 50. Melbourne International Film Festival: Legjobb Törökország rövidfilm Nemzetközi Filmfesztivál: Grand Prix {Ex Aequo} Sitges Nemzetközi Filmfesztivál - Festival Internacional de Cinema de Catalunya: A legjobb rövidfilm (2001) British Animation Awards - Legjobb film: Cutting Edge (2002) Palmars, Classique en Images, Prix Sacem, Párizs (2002) |
| Földrengések zongorahangolója                      | Locarno Nemzetközi Filmfesztivál: Kiemelt Említés, Main Competion és Jury des Jeunes (2005) Sitges Nemzetközi Filmfesztivál - Internacional de Cinema de Catalunya Fesztivál (a legjobb különleges effektusokért) (2005) |

## Filmográfia
Játékfilmek
- Benjamenta Intézet (1995)
- Földrengések zongorahangolója (2005)

Rövidfilmek
- Nocturne Artificialia: Those Who Desire Without End (1979)
- Rain Dance (1980) - rövidfilm a Szezám utcához[10]
- Punch And Judy: Tragical Comedy or Comical Tragedy (1980)
- Ein Brudermord (1980)
- The Eternal Day of Michel de Ghelderode (1981)
- Igor, The Paris Years Chez Pleyel (1983)
- Leoš Janáček: Intimate Excursions (1983)[11][12]
- The Cabinet of Jan Svankmajer (1984)
- The Epic of Gilgamesh, or This Unnameable Little Broom(1985) teljes cím: Little Songs of the Chief Officer of Hunar Louse, or This Unnameable Little Broom, being a Largely Disguised Reduction of the Epic of Gilgamesh
- A krokodilusok utcája (1986)
- Rehearsals For Extinct Anatomies (1988)
- Stille Nacht I: Dramolet (1988)
- Ex-Voto (1989)
- The Comb (From The Museums Of Sleep) (1990)
- De Artificiali Perspectiva, or Anamorphosis (1991)
- The Calligrapher (1991) - a BBC2 által megrendelt azonosító, amelyet később elutasítottak és soha nem sugároztak[13]
- Stille Nacht II: Are We Still Married? (1991)
- Stille Nacht III: Tales From Vienna Woods (1992)
- Stille Nacht IV: Can't Go Wrong Without You (1993)
- A csúcstalálkozó (1995)
- Duett (2000)
- The Sandman (2000)
- Távollét (2000)
- Stille Nacht V: Dog Door (2001)
- Frida (2002) - animációs közreműködés (rendező: Julie Taymor )
- Songs For Dead Children (2003)
- The Phantom Museum: Random Forays Into the Vaults of Sir Henry Wellcome's Medical Collection (2003)
- Alice in Not So Wonderland (2007)
- Eurydice: She, So Beloved (2007)[14]
- Inventorium of Traces (2009)
- Maska (2010)[15]
- Bartók Béla: Sonata for Solo Violin (2011)
- Through the Weeping Glass: On the Consolations of Life Everlasting (Limbos & Afterbreezes in the Mütter Museum) (2011)[16]
- The Metamorphosis (2012)
- Unmistaken Hands: Ex Voto F.H. (2013)[17]
- The Doll's Breath (2019)[18]
- Sledgehammer - Peter Gabriel (1986) - animációs közreműködés (rendező: Stephen R. Johnson )
- Stille Nacht II: Are We Still Married? - His Name is Alive (1991)
- Long Way Down (Look What The Cat Drug In) - Michael Penn (1992)
- Stille Nacht IV: Can't Go Wrong Without You - His Name is Alive (1993)
- "Black Soul Choir - 16 Horsepower (1996)
- Stille Nacht V: Dog Door - Sparklehorse (2001)
- Ubu Roi - Pere Ubu (2008) - vetített zenei videó élő show-hoz
- Muslingauze - DJ Spooky (2008-2010)
- Stille Nacht V: Starman - Sabisha (2008-2010)
- The Repeat Prescription Report (2017) Pharmacy2U
- Tempus Fugit (2016) Slow Time, Leffe
- Wonderwood (2010) Comme des Garçons
- Kinoteka, 1st Polsk Filmfestival ident (2009) Polish Institute, London
- Mistletoe Kisses (2007) Galaxy, Mars, Inc.
- NHL, Laundromat (2001) Fox Sports
- NHL, Library (2001) Fox Sports
- Magnets (2001) Chili's
- Rice Krispies Treats - Float (2000) Kellogg's
- Pitney Chairs (1999) Pitney
- Northern Rock (1999) Northern Rock
- Mars Celebration (1998) Mars, Inc.
- Fox and Crow (1998) Badoit
- Lion and Zebra (1998) Badoit
- Weed Families (1998) Roundup
- Weeds (1998) Roundup
- Doritos idents (1997) Frito-Lay
- The Wooden Box That Collapses (intró) (1997) The End
- Lockets Metallica (1996) Mars, Inc.
- Swallow (1996) Murphy's Irish Stout
- Warriors (1996) Murphy's Irish Stout
- Brainfreeze (1995) 7-Eleven Slurpee
- Blue Cross (1995) Blue Cross Blue Shield Association számára
- Dolls (1994) Drug Free America Foundation számára
- Trees (1993) Coca-Cola
- Le Bourgeois Gentilhomme (címsorozat) (1993) The End
- Fun Touch (1989) Nikon
- Zenith (1988) MTV
- MTV identitás (1988) MTV
- BFI ident (1998) British Film Institute
- Skips (1988) KP Skips
- Dulux (1987) Dulux
- Walkers Crisps (1986) Walkers
- Honeywell (1986) Honeywell Computers[19]

Megjelenések
- Peter Greenaway - The Falls (1980)
- Christopher Nolan - Quay (2015, rövid dokumentumfilm)

## Fordítás
- Ez a szócikk részben vagy egészben  a   Brothers Quay című angol Wikipédia-szócikk ezen változatának fordításán alapul.  Az eredeti cikk szerkesztőit annak laptörténete sorolja fel. Ez a jelzés csupán a megfogalmazás eredetét és a szerzői jogokat jelzi, nem szolgál a cikkben szereplő információk forrásmegjelöléseként.